# Ashley Fletcher
Ashley Michael Fletcher, född 2 oktober 1995 i Keighley är en engelsk fotbollsspelare som spelar för Wigan Athletic, på lån från Watford. Han har även spelat för Englands U20-landslag. 

## Karriär
Fletcher spelade som junior för Bolton Wanderers och Manchester United.
Den 11 juni 2021 värvades Fletcher av Watford. Den 28 februari 2022 lånades han ut till MLS-klubben New York Red Bulls på ett sexmånaders låneavtal. Den 12 augusti 2022 lånades Fletcher ut till Wigan Athletic på ett säsongslån.